# Virtual Boy
Le Virtual Boy est une console de jeux vidéo créée par Nintendo et sortie en 1995 au Japon et aux États-Unis, se présentant sous la forme d'un visiocasque 3D.
Tentant l'innovation avec un affichage stéréoscopique, la console est finalement un échec commercial. Malgré plusieurs baisses de prix, les ventes ne décollent pas et la commercialisation de la console en Europe sera annulée. Le projet est alors abandonné par Nintendo en 1996.
Avec 770 000 unités vendues, le Virtual Boy est la console la moins vendue dans l'histoire des consoles de jeu vidéo de Nintendo.
La manette était cependant très appréciée par les utilisateurs par son ergonomie et néanmoins très agréable à utiliser.

## Histoire

### Développement

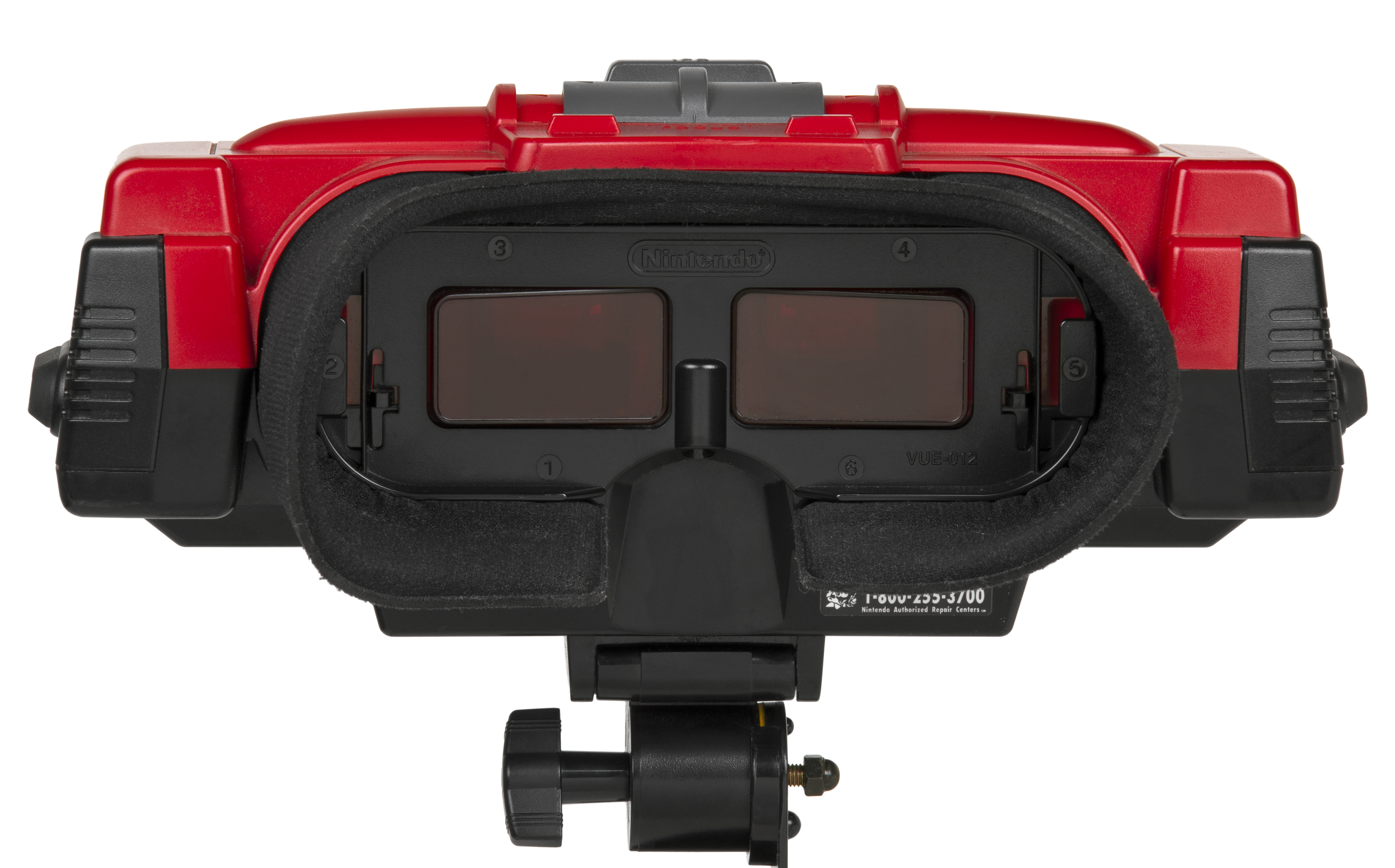
Écrans du Virtual Boy.

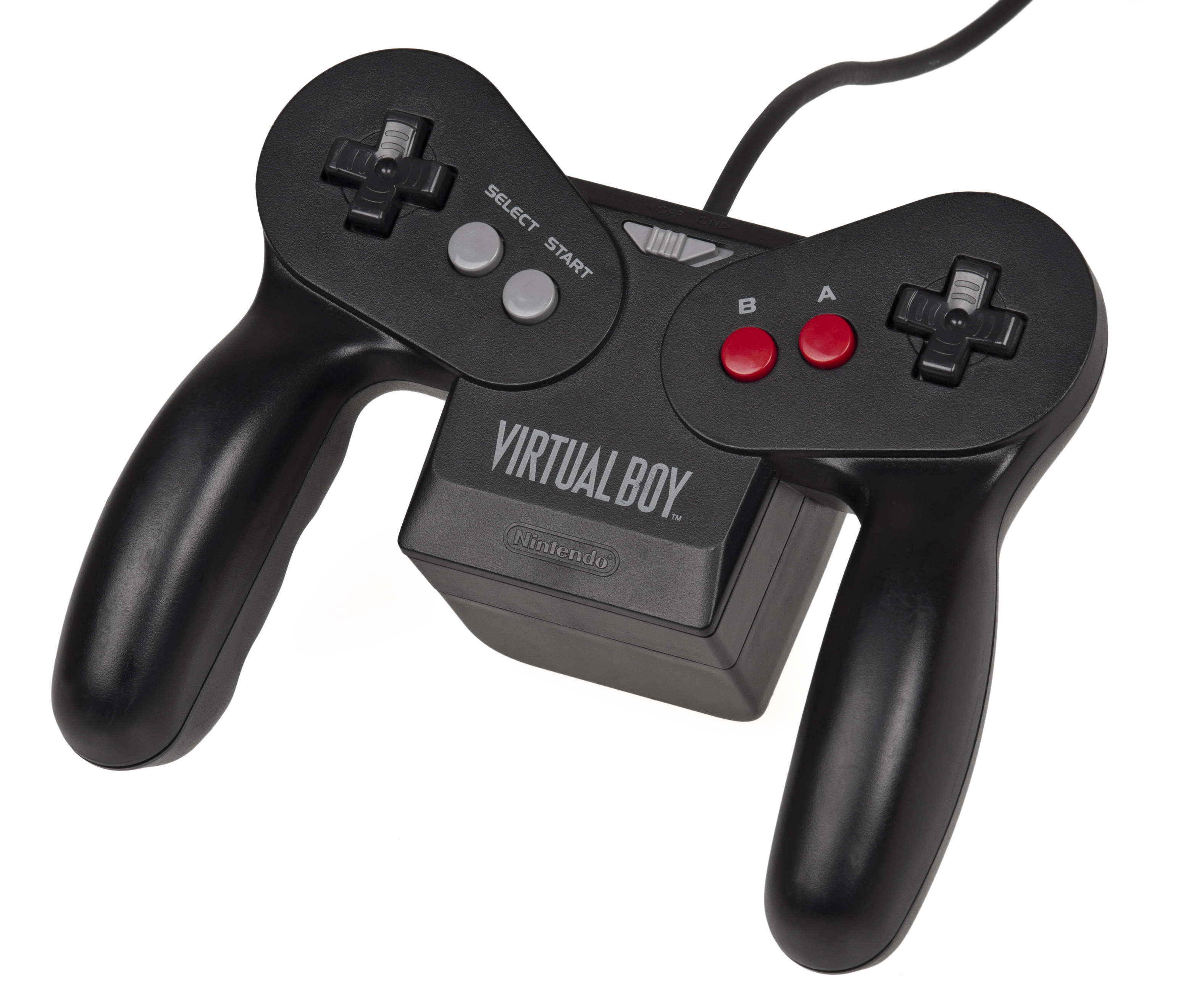
Manette de jeu du Virtual Boy.

Le Virtual Boy, créé par Gunpei Yokoi, le créateur du Game & Watch, de Metroid et de la Game Boy, sort le 21 juillet au Japon et le 21 août de la même année en Amérique du Nord. À cause de son échec commercial (800 000 exemplaires vendus), la console n'est commercialisée qu'au Japon, aux États-Unis et au Canada, et sa fabrication s'arrête moins d'un an après sa sortie,.
À sa sortie, la console est présentée comme étant une des premières à intégrer la réalité virtuelle par le biais d'un casque. Contrairement aux apparences et à l'idée qui circule, ce casque ne se porte pas ni ne s'attache autour de la tête puisqu'il repose sur un trépied, destiné à être posé sur une table.

### Accueil critiqué
La console est un échec commercial retentissant à cause de plusieurs de ses caractéristiques :
- Le système bipied peu ergonomique, n'offre pas un confort de jeu optimal ;
- La réalité virtuelle pas toujours bien exploitée (peu de jeux sont réellement immersifs) ;
- La console n'affiche que deux couleurs : rouge et noir ;
- La cinétose provoque des maux de tête et des nausées ;
- Le catalogue est peu étendu et les jeux de qualité inférieure (le seul jeu licencié est Waterworld) ;
- Le matériel est sous-exploité : il existe un port multijoueur, mais Nintendo n'a jamais fabriqué le câble ad-hoc ni développé de jeu Virtual Boy multijoueur ; le pad possède deux croix directionnelles, mais les jeux ne tirent généralement pas profit de cette particularité.

Toutes ces difficultés sont liées aux limitations technologiques de l'époque et des impératifs de sécurité.

### Abandon du projet
La console est abandonnée en août 1996 (un plan de relance est décidé mais la console est largement oubliée), le manque de jeux et la qualité de ces derniers ne séduisent pas les joueurs qui ont alors les yeux tournés vers la Nintendo 64[réf. nécessaire].
Les graphismes affichés ne sont pas composés de pixels mais de sortes de diodes rouges. Les jeux ne sont pas non plus en 3D (exception faite des jeux Insmouse et Red Alarm) mais bénéficient d'un effet de relief grâce aux 2 écrans indépendants du Virtual Boy. Chaque œil reçoit une image identique mais en très léger décalage ce qui crée un effet de profondeur avec des graphismes 2D, soignés pour la plupart. Cela dit, la technologie a un coût et malgré ce concept simple et efficace, les graphismes des jeux sont affichés en cinq nuances de rouge sur fond noir. Des prototypes de Virtual Boy avec des écrans couleurs sont testés mais demeurent trop onéreux et pas assez convaincants.

## Liste des jeux
22 jeux sont sortis au total durant la commercialisation du Virtual Boy, dont 19 au Japon et 14 en Amérique du Nord.
| Nom du jeu                         | Genre                      | Développeur           | Éditeur                | Localisation | Localisation     |
| Nom du jeu                         | Genre                      | Développeur           | Éditeur                | Japon        | Amérique du Nord |
| ---------------------------------- | -------------------------- | --------------------- | ---------------------- | ------------ | ---------------- |
| 3D Tetris                          | Puzzle                     | T&E Soft              | Nintendo               | Non          | Oui              |
| Galactic Pinball                   | Flipper                    | Intelligent Systems   | Nintendo               | Oui          | Oui              |
| Golf                               | Sport                      | T&E Soft              | T&E Soft / Nintendo    | Oui          | Oui              |
| Insmouse no Yakata                 | Tir à la première personne | I'Max                 | I'Max                  | Oui          | Non              |
| Jack Bros.                         | Puzzle / Aventure          | Atlus Software        | Atlus Software         | Oui          | Oui              |
| Mario Clash                        | Plate-forme                | Nintendo              | Nintendo               | Oui          | Oui              |
| Mario's Tennis                     | Sport                      | Nintendo              | Nintendo               | Oui          | Oui              |
| Nester's Funky Bowling             | Sport                      | Nintendo              | Nintendo               | Non          | Oui              |
| Panic Bomber                       | Puzzle                     | Hudson Soft           | Hudson Soft / Nintendo | Oui          | Oui              |
| Red Alarm                          | Aviation                   | T&E Soft              | T&E Soft / Nintendo    | Oui          | Oui              |
| SD Gundam: Dimension War           | Stratégie                  | Bandai                | Bandai                 | Oui          | Non              |
| Space Invaders: Virtual Collection | Shoot them up              | Taito                 | Taito                  | Oui          | Non              |
| Space Squash                       | Sport                      | Tomcat System         | Coconuts Japan         | Oui          | Non              |
| Teleroboxer                        | Sport                      | Nintendo              | Nintendo               | Oui          | Oui              |
| V-Tetris                           | Puzzle                     | Bullet-Proof Software | Bullet-Proof Software  | Oui          | Non              |
| Vertical Force                     | Shoot them up              | Hudson Soft           | Hudson Soft / Nintendo | Oui          | Oui              |
| Virtual Bowling                    | Sport                      | Athena                | Athena                 | Oui          | Non              |
| Virtual Boy Wario Land             | Plate-forme                | Nintendo              | Nintendo               | Oui          | Oui              |
| Virtual Fishing                    | Sport                      | Pack-In-Video         | Pack-In-Video          | Oui          | Non              |
| Virtual Lab                        | Puzzle                     | J-Wing                | J-Wing                 | Oui          | Non              |
| Virtual League Baseball            | Sport                      | Kemco                 | Kemco                  | Oui          | Oui              |
| Waterworld                         | Shoot them up              | Ocean Software        | Ocean Software         | Non          | Oui              |

### Postérité
Il est à noter que, contrairement à toutes autres anciennes consoles Nintendo, aucun des jeux Virtual Boy n'est ressorti sur la console virtuelle des machines Nintendo pouvant en accueillir (Wii, Wii U, 3DS et Switch) alors que des émulateurs dédiés existent (rboy par exemple). La firme japonaise réutilisera de nouveau le concept de la 3D, sans visiocasque, pour l'écran de la Nintendo 3DS sortie en 2010, cette fois avec succès. 
Le Virtual Boy est parodié dans Luigi's Mansion 3 sur Nintendo Switch avec le Virtual Boo, qui permet à Luigi de communiquer avec le professeur K. Tastroff.